# Engelnberg
Der Engelnberg ist eine rund 197 Meter hohe Erhebung in Nordrhein-Westfalen, im Stadtgebiet von Wuppertal im Stadtteil Elberfeld und ist gleichzeitig Namensgeber für die Straße Am Engelnberg.

## Topografie
Im Westen des Engelnbergs liegt das Tal des Mirker Baches, der aber in heutiger Zeit hier verrohrt unter den Straßen Gathe und Uellendahler Straße verläuft. Der 30 Meter hohe Hang ist mit rund 20 % Steigung recht steil. Zur anderen Seite des Bachtales schließt sich der Obergrünewalder Berg mit dem Wohnviertel Ölberg an, die Flanke dieser Erhebung steigt flacher an.
Zum Süden hin fällt die Erhebung zur Wupper hin ab, früher befanden sich hier Auen und später Bleichwiesen. Die Straße Hofkamp ist der südliche Fuß des Engelnbergs.
Die Straße Neuenteich liegt im Osten auf der Sohle eines Tales zwischen dem Engelnberg und dem Hardtberg. Das Tal im Südosten verläuft um den Hardtberg nach Nordosten. Der Name Neuenteich geht auf einen historischen Teich zurück, der zur Burg Elberfeld gehörte. In einem Dokument von 1698 wurden die Fischereirechte geregelt.
Der Engelnberg setzt sich im Norden in den Stübchensberg fort. Dieser Bergrücken liegt in nordöstlicher Richtung.

## Bauwerke
Die Erhebung ist in heutiger Zeit vollständig überbaut und als Wohnviertel Ostersbaum bekannt. Die Bebauung der Bergkuppe wurde aber erst recht spät vollzogen, noch 1852 wurde der Ort als „eine öde, nutzlose Fläche“ beschrieben. Karl Coutelle, der die Ortsbeschreibung abgab, bezieht sich auf den heutigen Platz der Republik, der im Jahr 1825/26 planiert und zunächst als Exerzierplatz der Landwehr genutzt wurde. Die Herkunft des Namens Ostersbaum kommt von Mostersbaum, und erklärt sich von der Familie Johann Mostert, der um die Mitte des 16. Jahrhunderts hier ansässig war. Man vermutet hier einen Schlagbaum an der Bergischen Landwehr, der von der Familie Mostert bewacht wurde.
Ob sich vor der Überbauung die Wallburg Burg Engelnberg dort hier befand, lässt sich nicht mehr feststellen. Das Gebäude, das heute den Spitznamen Engelnburg hat, ist ein Eckhaus an der Kreuzung Platz der Republik zur Deweerthstraße. Im ausgefallenen Baustil eines Bügeleisenhauses mit Turm steht es in keiner Beziehung zur mittelalterlichen Burg. Das Wohnhaus mit Gaststätte steht unter Baudenkmalschutz und wurde 1900 errichtet.
Im Norden liegt der Engelnberg-Tunnel, ein 171 Meter langer Tunnel der 1879 eröffneten „Wuppertal Nordbahn“. Der Alte Jüdische Friedhof an der Weißenburgstraße befindet sich ebenfalls auf dem Engelnberg.
Das Wohnviertel wird durch zahlreiche Treppen erschlossen, so wird jährlich ein Treppenlauf organisiert.